# Hyposoter pallidirostris
Hyposoter pallidirostris là một loài tò vò trong họ Ichneumonidae.